# Rantau Kadam
Rantau Kadam is een bestuurslaag in het regentschap Musi Rawas van de provincie Zuid-Sumatra, Indonesië. Rantau Kadam telt 1867 inwoners (volkstelling 2010).